# قسم بيزكي الريفي (مقاطعة تشناران)
قسم بيزكي الريفي (بالفارسية: دهستان بیزکی) هي منطقة ريفية تقع في ناحية غلبهار في إيران. يقدر عدد سكانها بـ 11,740 نسمة .